# 奏楽者たち (カラヴァッジョ)
『奏楽者たち』（そうがくしゃたち、伊: Concerto di giovani、英: The Musicians）は、イタリアのバロック期の巨匠ミケランジェロ・メリージ・ダ・カラヴァッジョ（1571-1610年）が1595年ごろ、キャンバス上に油彩で制作した絵画で、音楽に非常な関心を持っていたフランチェスコ・マリア・デル・モンテ枢機卿により委嘱された。1952年にイギリスの個人コレクション中に発見されるまで忘れ去られていた作品であるが、同年以来、ニューヨークのメトロポリタン美術館に所蔵されている。キャンバスは17世紀に板に接着されたことが分かっており、今日作品にやや損傷が見られるのは、それが一因であると考えられている。1983年には大がかりな修復が行われた。

## 歴史

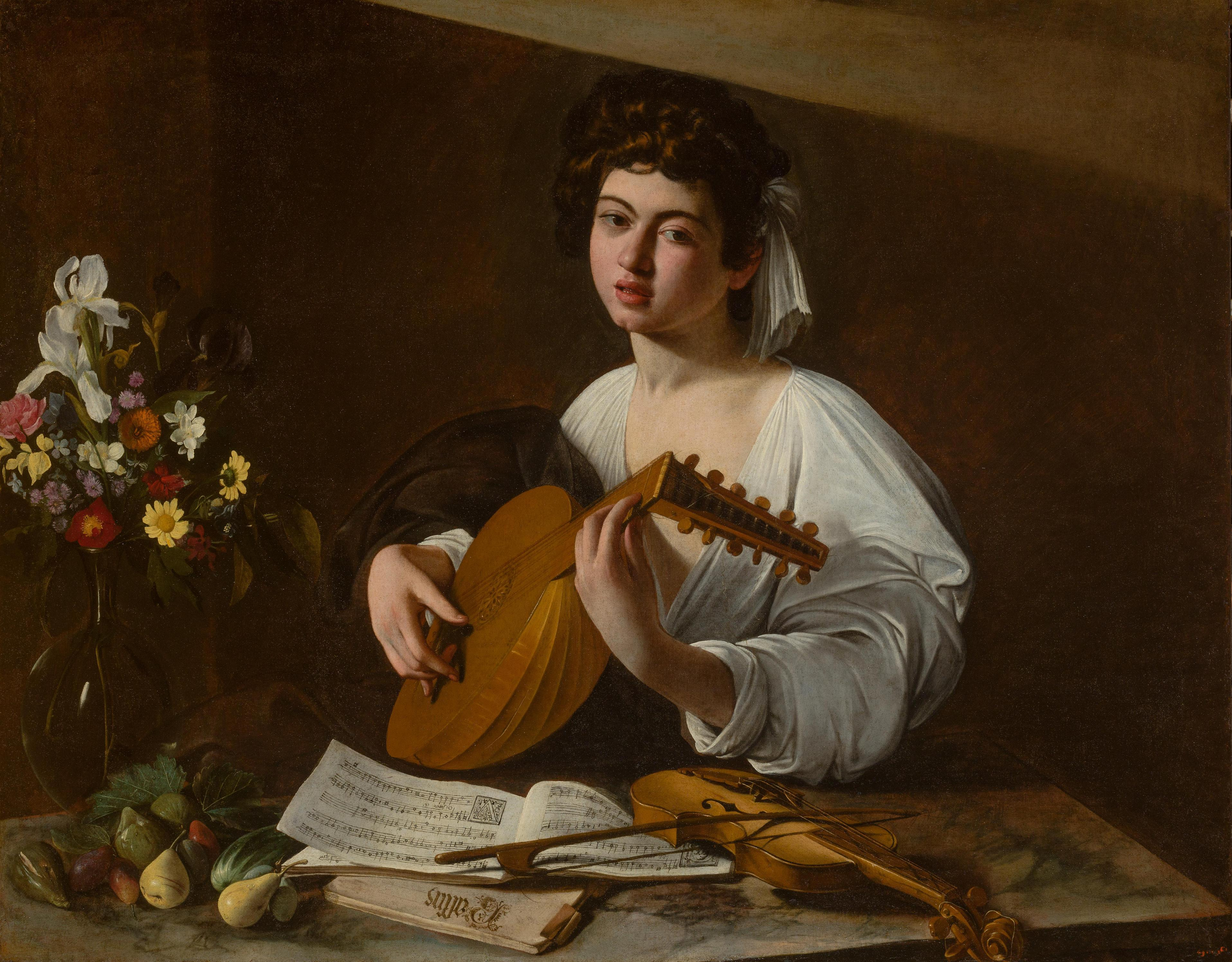
カラヴァッジョ『リュート奏者』(1595-1596年)、エルミタージュ美術館、サンクトペテルブルク

カラヴァッジョは、1595年にフランチェスコ・マリア・デル・モンテ枢機卿の家に入居した。『奏楽者たち』は、特に枢機卿のために描かれたカラヴァッジョの最初の絵画であったと考えられている。カラヴァッジョの伝記作家である画家ジョヴァンニ・バリオーネは、「自然から巧みに引き出された音楽を演奏する枢機卿の周りの若者と、リュートを演奏する若者を枢機卿のために描いた」と述べている。「リュートを演奏する若者」とは、おそらくカラヴァッジョの別の作品、『リュート奏者』 (エルミタージュ美術館、サンクトペテルブルク) のことであり、『奏楽者たち』の対作品となっているようである。本作については、バリオーネも、美術理論家ジョヴァンニ・ピエトロ・ベッローリもモデルを置いて描かれた少年たちの絵で、題名は「音楽 (ムジカ)」だと記している。
本作はデル・モンテ枢機卿の子孫からアントニオ・バルベリーニの所有になった後、フランス大使に贈られ、その後、リシュリュー枢機卿の所有になったことが知られている。18世紀から19世紀にかけては個人コレクションにあったが、1952年にクリスティーズで競売にかけられ、メトロポリタン美術館に収蔵された。

## 作品
絵画は、ほとんど古典的な衣装を着た4人の少年を描いている。前景にあるバイオリンは5人目の登場人物がいることを示唆しており、暗黙のうちに鑑賞者を画面に引き込んでいる。本作はカラヴァッジョのこれまでで最も野心的で複雑な構図であり、画家は明らかに4人の人物を別個に描くのに苦労した。4人は互いに、または画像空間とは関連性がなく、全体的にやや不器用に制作された感じを与える。
デル・モンテ邸ではコンサートが頻繁に行われたが、画面の少年たちはこれから始まるコンサートに備えて準備をしているらしい。描かれている写本の楽譜は少年たちが愛を祝うマドリガーレを練習していることを示しており、中心人物であるリュート奏者は調弦しつつ、その目は涙に濡れている。歌はおそらく愛の喜びではなく、悲しみを表している。彼は同性愛をほのめかすものと解釈されてきた。というのは、鑑賞者を官能的な眼差しでじっと見つめながら、ふっくらとした唇を半開きにしているからである。むき出しの背中を見せる歌手らしい少年は楽譜のチェックに余念がない。天使の翼をつけ、キューピッドに扮した左端の少年は、ブドウの房を持って冠でも作ろうとしているかのようである。本作は、食べ物が生命の糧であるように、音楽を愛の糧として関連させる寓意である。

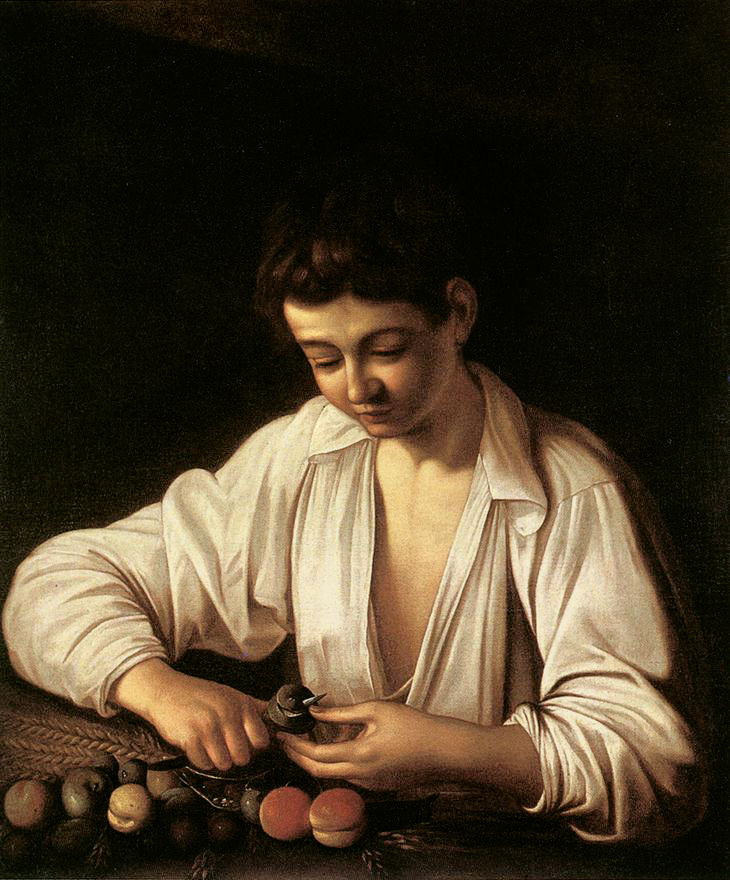
カラヴァッジョ『果物の皮を剥く少年』(1592-1593年)、ロンギ・コレクション、フィレンツェ

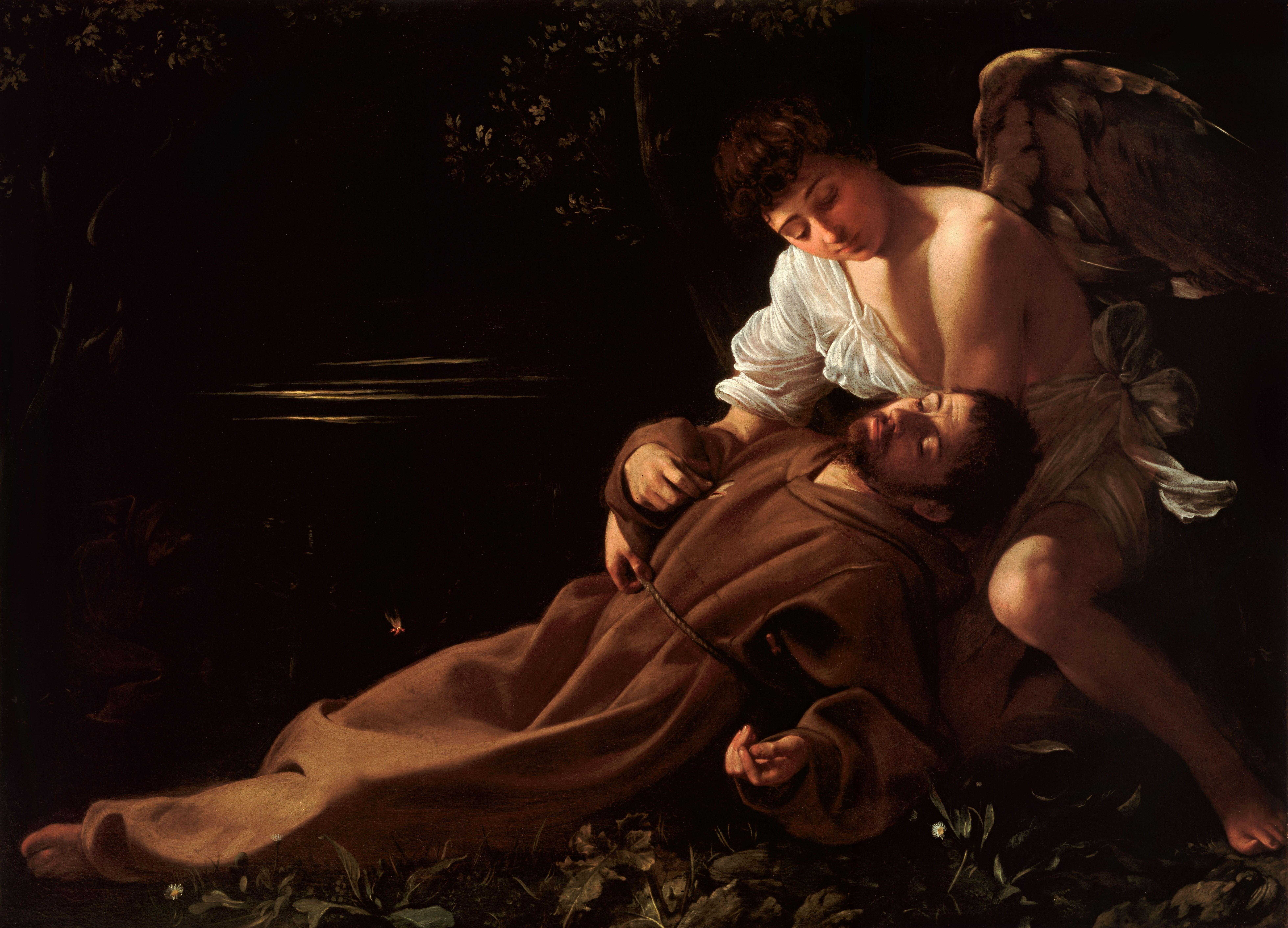
カラヴァッジョ『法悦の聖フランチェスコ』(1595年ごろ)、ワズワース・アテネウム美術館、ハートフォード (コネチカット州)

カラヴァッジョは、2人の人物の習作に基づいて絵画を構成したようである。リュートを持つ中央の人物は、カラヴァッジョの仲間で画家のマリオ・ミンニーティと同一視されており、その隣にいてホルンを持ち、鑑賞者の方を向いている人物はおそらく画家自身の自画像である。キューピッドの姿の少年は、数年前に制作された『果物の皮を剥く少年』、さらに『法悦の聖フランチェスコ』 (ワズワース・アテネウム美術館、ハートフォード) の中の天使と非常に類似している。描かれている少年たちは、この時期のカラヴァッジョの作品にさまざまな役で登場する。

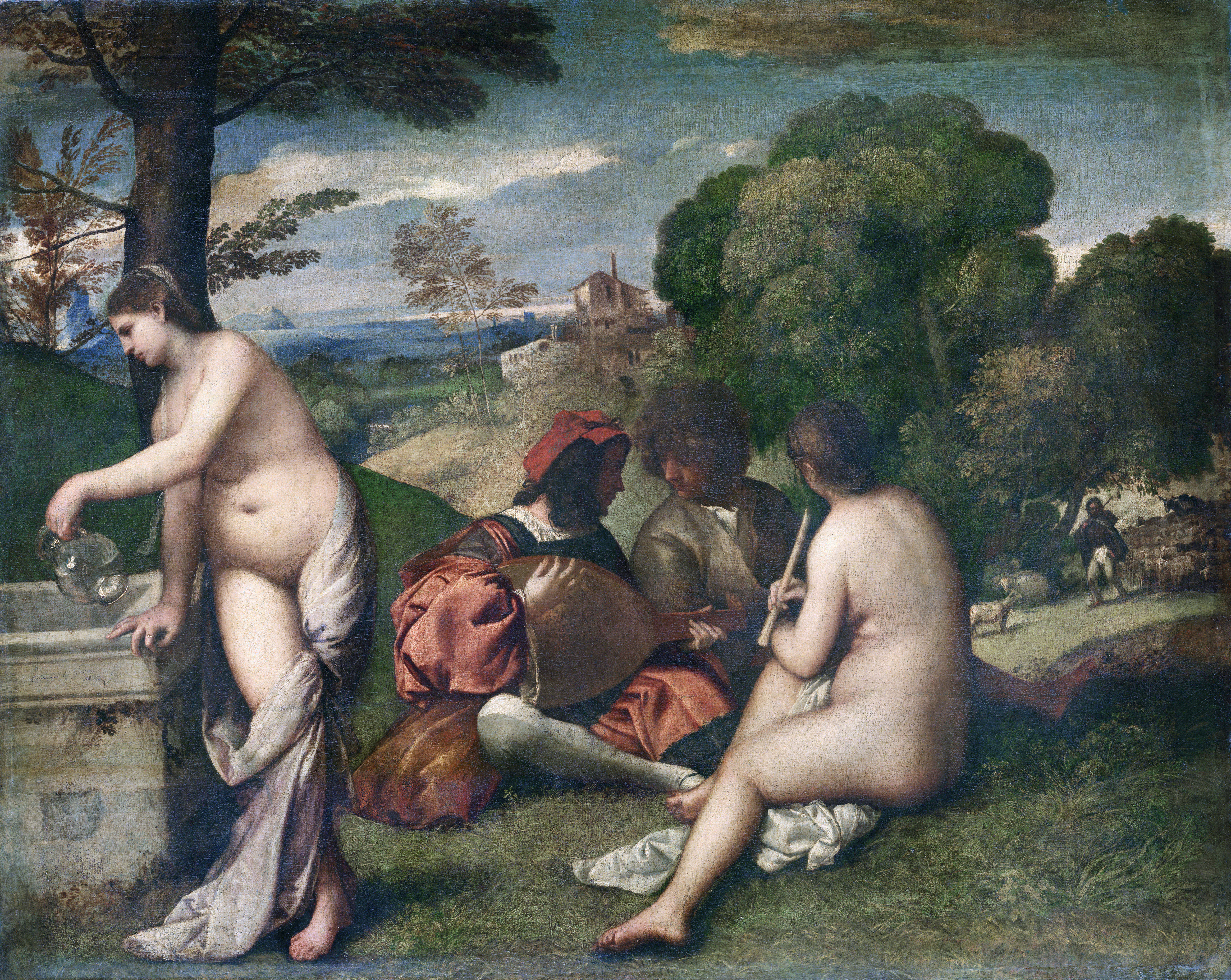
ティツィアーノ『田園の奏楽』(1509-1510年)、ルーヴル美術館、パリ

当時、奏楽者たちを表す場面は人気のあるテーマであった。教会は音楽の復活を支援し、特にデル・モンテ枢機卿などの教養ある、進歩的な高位聖職者によって、新しい様式や形式が試されていた。本作は宗教的というよりは明らかに世俗的であり、ヴェネツィア発祥で、カラヴァッジョより早い時期にティツィアーノの『田園の奏楽』によって例示された「コンサート」絵画の長年の伝統を想起させる。実際、合奏を描いた作品はヴェネツィアを中心に少なくないが、本作のように本番前の舞台裏を描いたような作品はほかに例がない。
なお、写本の中のテノールとアルトの部分は判別できるものの、絵画の状態は悪く、描かれている音楽の写本は過去の修復によってひどく損傷してしまっている。それでも、相当絵具が剥落しているにもかかわらず、作品の独創性は損なわれていない。事実、この絵画は音楽を表す寓意画であるとも、また一種の風俗画でもあるともいえるような両義的で、独特の性格を持っている。初期カラヴァッジョの作品は、いずれも従来のジャンルには収まりきらない曖昧さが特徴である。